# Ľubomír Páleník
Ľubomír Páleník (* 29. září 1948, Modranka u Trnavy) je bývalý slovenský fotbalista, brankář.

## Fotbalová kariéra
S fotbalem začínal v rodné Modrance. Až do 15 let hrál v útoku. Na jednom turnaji ho trenér poslal do branky a už v ní zůstal. Na vojně byl po půlroce převelen z RH Cheb do Ružomberku, kde působil do roku 1971, kdy přestoupil do Zbrojovky Brno. V Brně působil 4 sezóny a potom se vrátil do Ružomberku. V československé lize nastoupil za Zbrojovku Brno celkem v 54 utkáních. Po skončení aktivní kariéry pracoval jako trenér.

## Ligová bilance
| Ročník                                   | Zápasy | Góly | Klub           |
| ---------------------------------------- | ------ | ---- | -------------- |
| 1. československá fotbalová liga 1971/72 | 20     | 0    | Zbrojovka Brno |
| 1. československá fotbalová liga 1972/73 | 15     | 0    | Zbrojovka Brno |
| 1. československá fotbalová liga 1973/74 | 6      | 0    | Zbrojovka Brno |
| 1. československá fotbalová liga 1974/75 | 13     | 0    | Zbrojovka Brno |
| LIGA CELKEM                              | 54     | 0    |                |